# Dendrochilum longifolium
Dendrochilum longifolium là một loài phong lan, tiếng Anh thường gọi là Long-leaved Dendrochilum.

## Hình ảnh

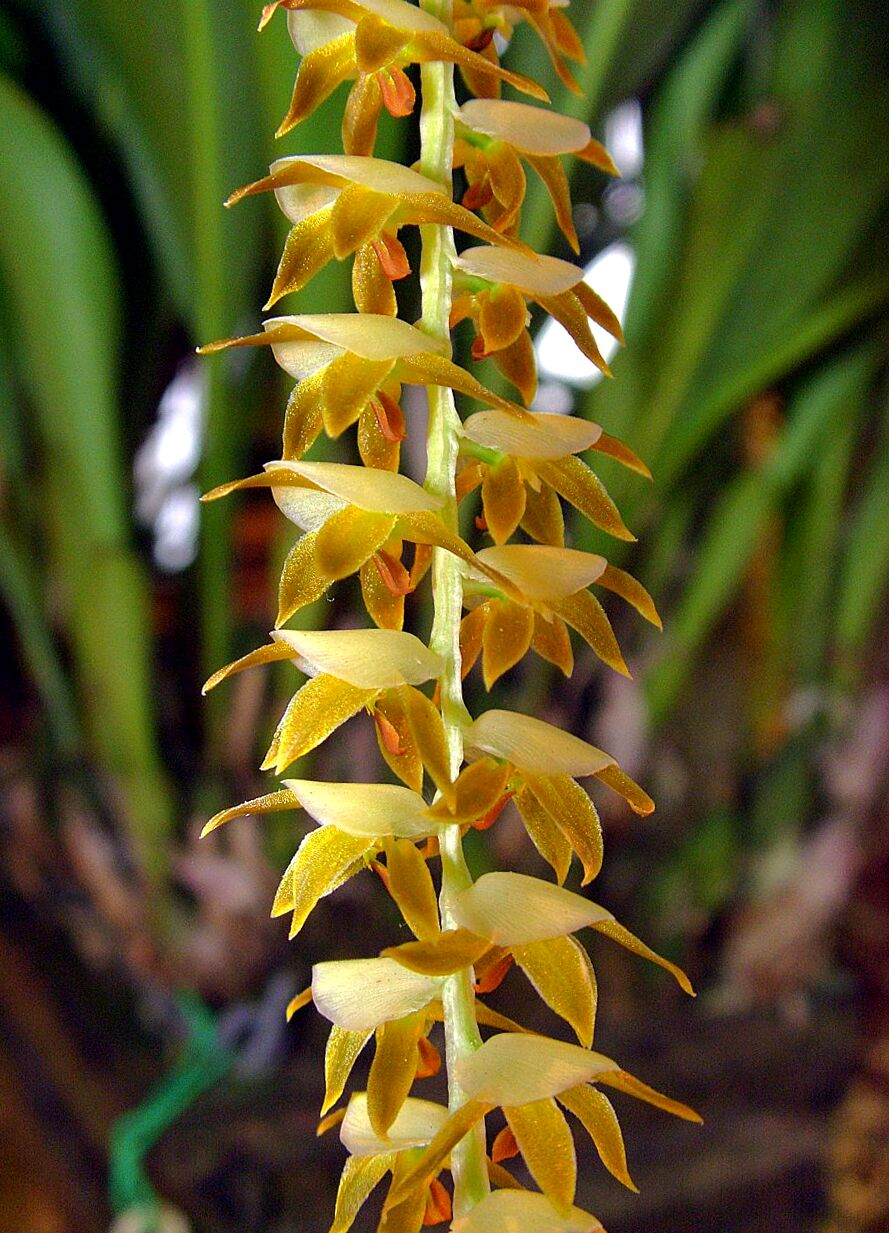
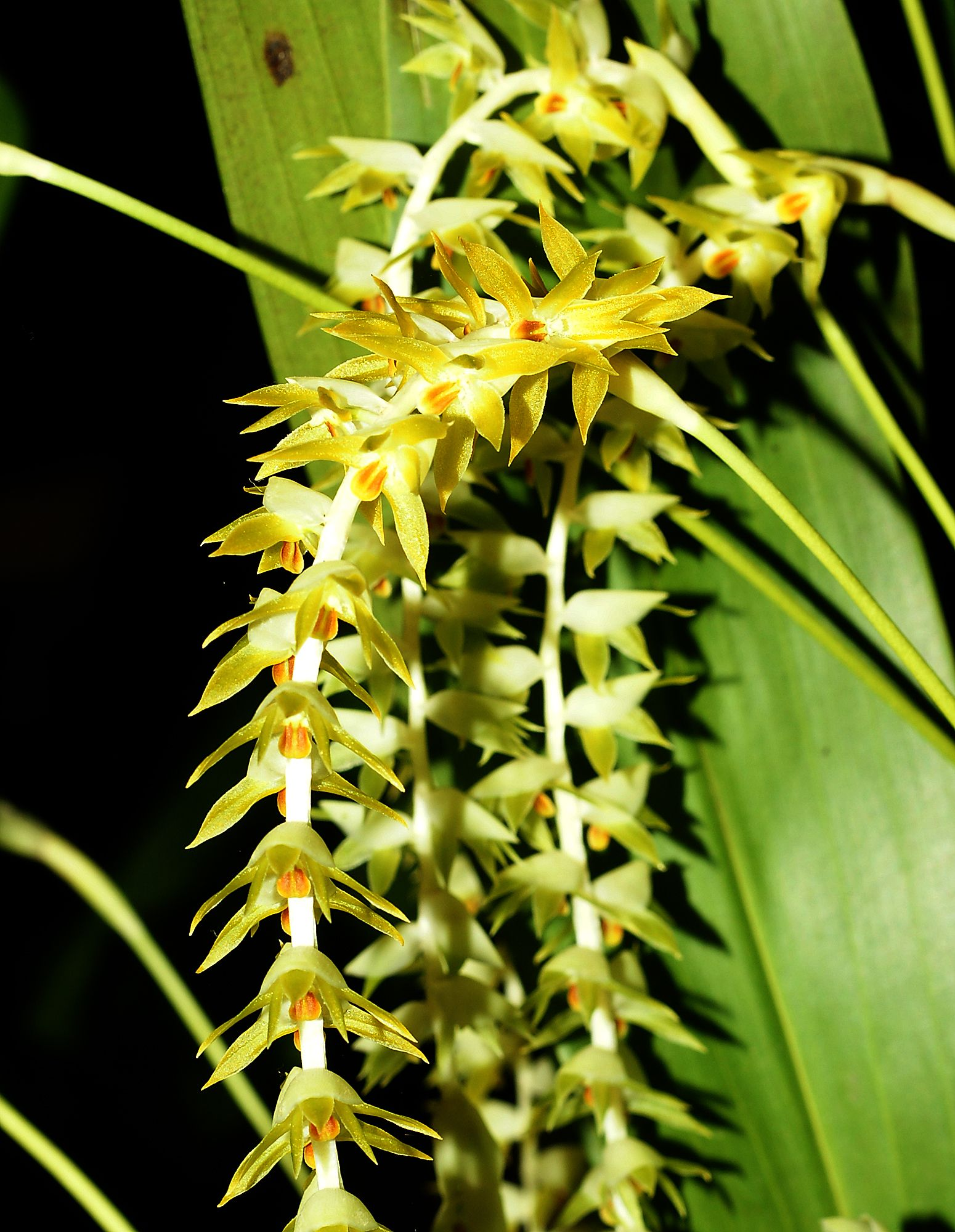